# Finales de la NBA de 2012
Las finales de la NBA enfrentan, al mejor de siete partidos, a los equipos campeones de las eliminatorias de la Conferencia Oeste y de la Conferencia Este. El equipo que primero consiga ganar cuatro partidos o finales será el campeón de la temporada 2011-2012.
El representante de la Conferencia Este fue Miami Heat, que consiguió su clasificación para la final de la NBA el 9 de junio, al ganar el séptimo partido de su eliminatoria contra Boston, por 100-88.
Por parte de la Conferencia Oeste se clasificó el equipo de Oklahoma City Thunder, que tras ganar en el sexto encuentro de su serie por 107-99, el 6 de junio, en su propia pista a los Spurs de San Antonio, se medirán a Miami Heat en la Final de la NBA, a partir del 12 de junio.  
Se jugó así una final inédita hasta este momento.

## Calendario
| Partido | Equipos                            | Día         | Hora     | TV en USA |
| ------- | ---------------------------------- | ----------- | -------- | --------- |
| #1      | Oklahoma City Thunder - Miami Heat | 12 de junio | 21:00 ET | ABC       |
| #2      | Oklahoma City Thunder - Miami Heat | 14 de junio | 21:00 ET | ABC       |
| #3      | Miami Heat - Oklahoma City Thunder | 17 de junio | 20:00 ET | ABC       |
| #4      | Miami Heat - Oklahoma City Thunder | 19 de junio | 21:00 ET | ABC       |
| #5 (*)  | Miami Heat - Oklahoma City Thunder | 21 de junio | 21:00 ET | ABC       |
| #6 (*)  | Oklahoma City Thunder - Miami Heat | 24 de junio | 20:00 ET | ABC       |
| #7 (*)  | Oklahoma City Thunder - Miami Heat | 26 de junio | 21:00 ET | ABC       |

(*): Se jugará en el caso de que sea necesario.

## Enfrentamientos Previos en Temporada Regular 2011-2012
| Reportaje   | Fecha      | Equipos                          | Resultado | Lugar                                                |
| ----------- | ---------- | -------------------------------- | --------- | ---------------------------------------------------- |
| Reportaje 1 | 25/03/2012 | Oklahoma City Thunder-Miami Heat | 103-87    | Chesapeake Energy Arena, en Oklahoma City (Oklahoma) |
| Reportaje 2 | 04/04/2012 | Miami Heat-Oklahoma City Thunder | 98-93     | American Airlines Arena, en Miami (Florida)          |

## Camino hacia la Final de la NBA
La trayectoria en las eliminatorias de playoffs de ambos equipos ha sido: 
|       | Equipo                | 1.ª Ronda                    | Semifinal de Conferencia       | Final de Conferencia          |
| ----- | --------------------- | ---------------------------- | ------------------------------ | ----------------------------- |
| OESTE | Oklahoma City Thunder | Ganó a Dallas Mavericks, 4-0 | Ganó a Los Angeles Lakers, 4-1 | Ganó a San Antonio Spurs, 4-2 |
| ESTE  | Miami Heat            | Ganó a New York Knicks, 4-1  | Ganó a Indiana Pacers, 4-2     | Ganó a Boston Celtics, 4-3    |

## Partidos de la Final
|  |                       |   |  |  |
|  | Oklahoma City Thunder | 1 |  |  |
|  | Oklahoma City Thunder | 1 |  |  |
|  | Miami Heat            | 4 |  |  |

| 12 de junio                               | Oklahoma City Thunder                                                                               | 105–94                                | Miami Heat | |  |  |
| 21:00 ET                                  | Parciales: 22-29, 25-25, 27-19, 31-21                                                               | Parciales: 22-29, 25-25, 27-19, 31-21 | Parciales: 22-29, 25-25, 27-19, 31-21 | |  |  |
|                                           | Estadísticas Kevin Durant, 36 Nick Collison, 10 Russell Westbrook, 11 Russell Westbrook (27 puntos) | Reporte Pts Reb Asts Otros            | Estadísticas LeBron James, 30 Udonis Haslem, 11 Dwyane Wade, 8 Dwyane Wade (19 puntos), Shane Battier (17 puntos), LeBron James (4 robos) | Pabellón: Chesapeake Energy Arena, Oklahoma City (Oklahoma) Asistencia: 18.203 espectadores Árbitros: - N.º 13 Monty McCutchen - N.º 9 Derrick Stafford - N.º 14 Ed Malloy Televisión: ABC |  |  |
| Oklahoma City Thunder lidera la serie 1-0 | |                                       | | |  |  |
|                                           | |                                       | | |  |  |

| 14 de junio           | Miami Heat                                                        | 100–96                                | Oklahoma City Thunder                                                          | |  |  |
| 9:00 p. m.            | Parciales: 27-15, 28-28, 23-24, 22-29                             | Parciales: 27-15, 28-28, 23-24, 22-29 | Parciales: 27-15, 28-28, 23-24, 22-29                                          | |  |  |
|                       | Estadísticas LeBron James 32 Chris Bosh 15 James, Wade 5 cada uno | Reporte Pts Reb Asts                  | Estadísticas Kevin Durant 32 Perkins, Westbrook 8 cada uno Russell Westbrook 7 | Pabellón: Chesapeake Energy Arena, Oklahoma City, Oklahoma Asistencia: 18.203 espectadores Árbitros: - N.º 43 Dan Crawford - N.º 25 Tony Brothers - N.º 49 Tom Washington Televisión: ABC |  |  |
| Series empatadas, 1–1 |                                                                   |                                       |                                                                                | |  |  |
|                       |                                                                   |                                       |                                                                                | |  |  |

| 17 de junio                  | Oklahoma City Thunder                                           | 85–91                                 | Miami Heat                                                 | |  |  |
| 8:00 p. m.                   | Parciales: 20-26, 21-26, 21-22, 18-22                           | Parciales: 20-26, 21-26, 21-22, 18-22 | Parciales: 20-26, 21-26, 21-22, 18-22                      | |  |  |
|                              | Estadísticas Kevin Durant 25 Kendrick Perkins 12 James Harden 6 | Reporte Pts Reb Asts                  | Estadísticas LeBron James 29 LeBron James 14 Dwyane Wade 7 | Pabellón: American Airlines Arena, Miami, Florida Asistencia: 20,003 espectadores Árbitros: - N.º 17 Joe Crawford - N.º 19 James Capers - N.º 41 Ken Mauer Televisión: ABC |  |  |
| Miami lidera las series, 2–1 |                                                                 |                                       |                                                            | |  |  |
|                              |                                                                 |                                       |                                                            | |  |  |

| 19 de junio                  | Oklahoma City Thunder                                                 | 98–104                                | Miami Heat                                                      | |  |  |
| 9:00 p. m.                   | Parciales: 33-19, 16-27, 26-33, 23-25                                 | Parciales: 33-19, 16-27, 26-33, 23-25 | Parciales: 33-19, 16-27, 26-33, 23-25                           | |  |  |
|                              | Estadísticas Russell Westbrook 43 James Harden 10 Russell Westbrook 5 | Reporte Pts Reb Asts                  | Estadísticas LeBron James 26 Bosh, James 9 each LeBron James 12 | Pabellón: American Airlines Arena, Miami, Florida Asistencia: 20,003 espectadores Árbitros: - N.º 48 Scott Foster - N.º 24 Mike Callahan - N.º 55 Bill Kennedy Televisión: ABC |  |  |
| Miami lidera las series, 3–1 |                                                                       |                                       |                                                                 | |  |  |
|                              |                                                                       |                                       |                                                                 | |  |  |

| 21 de junio                           | Oklahoma City Thunder                                            | 106–121                               | Miami Heat                                                   | |  |  |
| 9:00 p. m.                            | Parciales: 26-31, 23-28, 22-36, 35-26                            | Parciales: 26-31, 23-28, 22-36, 35-26 | Parciales: 26-31, 23-28, 22-36, 35-26                        | |  |  |
|                                       | Estadísticas Kevin Durant 32 Kevin Durant 11 Russell Westbrook 6 | Reporte Pts Reb Asts                  | Estadísticas LeBron James 26 LeBron James 11 LeBron James 13 | Pabellón: American Airlines Arena, Miami, Florida Asistencia: 20,003 espectadores Árbitros: - N.º 43 Dan Crawford - N.º 13 Monty McCutchen - N.º 9 Derrick Stafford Televisión: ABC |  |  |
| Miami gana las Finales de la NBA, 4–1 |                                                                  |                                       |                                                              | |  |  |
|                                       |                                                                  |                                       |                                                              | |  |  |